# Seamus McGuire
Seamus McGuire is een Ierse traditionele violist, geboren in Sligo, Ierland, thuishaven van het traditionele Ierse viool-spel. Hij groeide op in een muzikale familie met diverse muzikale interesses.  
Op vijftienjarige leeftijd won hij de Fiddler of Dooney competitie, en een paar jaar later the Oireachtas senior fiddle titel. Daarna volgde een periode van klassiek spel bij the Dublin Symphony Orchestra. 
In 1983 vormde Seamus en zijn broer Manus McGuire met Jackie Daly en Garry O'Brian de groep Buttons & Bows. Buttons & Bows produceerden drie albums en toerden uitvoerig door de Verenigde Staten. 
Met fluitist John Lee en gitarist Arty McGlynn, produceerde Seamus The Missing Reel, een album met viool- en Ierse fluit-muziek uit County Leitrim. Zijn solo-album The Wishing Tree volgde in 1995. Op dit album was ook de cellist Neil Martin te horen; met hem werd door Seamus The West Ocean String Quartet opgericht, met als medespelers: Kenneth Rice (altviool) en Niamh Crowley (viool).

## Discografie
- The Humours of Lisadell, met Manus McGuire - 1980
- Buttons & Bows, 1984
- Buttons & Bows, The First Month of Summer, 1987
- Seamus McGuire en John Lee - The Missing Reel - 1990
- Buttons & Bows, Grace Notes, 1991
- The Wishing Tree - 1995
- Carousel - 1995
- The Ginding Moon
- Unwrapping Dreams, met The West Ocean String Quartet - 2004